# Quartier sans soleil (film, 1939)
Pour les articles homonymes, voir Quartier sans soleil.
Pour plus de détails, voir Fiche technique et Distribution.
Quartier sans soleil est un film français réalisé en 1939 par Dimitri Kirsanoff et sorti en 1946.

## Fiche technique
- Titre : Quartier sans soleil
- Autre titre : Quartier interlope
- Réalisation : Dimitri Kirsanoff
- Scénario : Dimitri Kirsanoff
- Photographie : Georges Delaunay, Roger Ledru et Georges C. Stilly
- Décors :Louis Bernasconi et Jean Douarinou
- Son : Maurice Carrouet
- Montage : Henriette Wurtzer
- Musique : Jane Bos
- Sociétés de production : Films Azur - Productions René Bianco
- Pays d'origine :  France
- Durée : 85 minutes
- Date de sortie : France - 31 octobre 1946

## Distribution
- Colette Darfeuil : Suzanne
- Jean Servais : Jo
- Antonin Berval : Bébert
- Charlotte Lysès : Marcelle
- Jean Brochard : Auguste
- Jacqueline Beaudoin : Gilberte
- Michèle Lahaye : Gaby
- Jacques Allain : Georges
- Nadia Sibirskaïa : la mère du bébé
- Ludmilla Pitoëff : la folle
- Eugène Frouhins
- Marcel Delaître
- Suzanne Desprès